# Kurt Messow
Kurt Messow (* 9. Dezember 1888 in Berlin; † 28. November 1955 ebenda) war ein deutscher Jurist und Schriftsteller.

## Leben
Der aus jüdischem Elternhaus stammende Messow studierte Jura, nahm als Soldat am Ersten Weltkrieg teil und wurde schwer verwundet. Nach dem Krieg war er Staatsanwalt in Frankfurt (Oder) und ab 1921 Rechtsanwalt und Notar in Berlin (Übernahme der Praxis des Vaters nach dessen Tod).
Als Frontkämpfer durfte er während der nationalsozialistischen Diktatur zunächst trotz seiner jüdischen Herkunft von 1933 bis 1938 weiter als Rechtsanwalt tätig sein (als Notar nur bis 1935). Anschließend war er nur noch als Rechtskonsulent zugelassen, d. h., er vertrat jüdische Bürger bei den anstehenden Enteignungen. Ab 1941 musste er Zwangsarbeit leisten, und zwar in der Kondomfabrik Fromms. Im Rahmen der Fabrikaktion (Abtransport der letzten Zwangsarbeiter ins Konzentrationslager) im Februar 1943 konnte er untertauchen. Er versteckte sich bis Kriegsende in Garagen, Schuppen usw., wobei er vor allem Hilfe von Babette Lipschitz (Protestantin, 1906–1981) erhielt, deren jüdischer Ehemann 1942 umgebracht worden war. Nach dem Krieg heiratete sie Messow.
Nach Kriegsende war Messow zunächst Oberstaatsanwalt in Berlin, ab 1948 Senatspräsident am Kammergericht Berlin. Er wurde zum 31. Dezember 1954 pensioniert.
Messow war der deutschen Literatur sehr verbunden. Er gehörte zum weiteren Kreis um Stefan George und war u. a. Mitglied der Deutschen Dante-Gesellschaft und der Gesellschaft der Bibliophilen. Seit seiner Jugend schrieb er Gedichte, die ab Dezember 1954 in kleinen Bändchen des Berliner Blaschker-Verlags erschienen. Besondere Beachtung fanden die Dichterprofile (1955), in denen Messow versuchte, in der Sprache der jeweiligen Dichter (Goethe, Lenz, George, Rilke, Kerr u. a.) das Wesentliche ihres Werkes zu erfassen. Am 26. November 1955 fand eine öffentliche Lesung daraus in der Nicolaischen Buchhandlung Berlin statt. Zwei Tage später, am 28. November 1955, starb Messow. Begraben wurde er auf dem Jüdischen Friedhof an der Heerstraße in Berlin.

## Werke
- Dichter (1954)
- Poeten (1955)
- Sänger (1955)
- Dichterprofile (1955)
- Auge (1958)
- Nimm den Roten Fez der Weisen (1959)
- Seele (1960)
- Laune (1961)
- Nachlese (1962)
- Wie das Wort so wichtig dort war (1963)